# インターヴィレッジ大曲
インターヴィレッジ大曲（インターヴィレッジおおまがり）は、北海道北広島市にあるショッピングセンター。

## 概要
カインズ（北海道内初出店）、スイートデコレーション、スーパーアークス、ケーズデンキ 、専門店街モールの5つの村（ヴィレッジ）が集まり、相互に影響しあい（インター）、1つの街を作り上げるという意味が込められている。また、北広島ICに近い立地の意味も含んでいる。英文表記の「OH!MAGARI」は、イタリア語の「MAGARI」（…だったら良いのに）という 「wish」や「hope」など希望を表す言葉に、「OH!」という感動詞をつけ「大曲」にかけている。

## テナント
- カインズ（アークスグループの「エルディ」によるフランチャイズ）
- スーパーアークス（ラルズ運営）
- ケーズデンキ（デンコードー運営）
- PGA TOUR SUPERSTORE（ゼビオグループ運営のゴルフ用品店、スイートデコレーション(下記)跡地に出店）[11]
- アドアーズ（スイートデコレーション(下記)跡地に出店）[11]
- 専門店モール Pecola Plza（ペコラプラザ）
  - ABC-MART
  - クラフトハートトーカイ
  - ザ・ダイソー
  - サツドラ
  - マックハウス
  - 西松屋
  - サイゼリヤ
- ケンタッキーフライドチキン
- スターバックスコーヒー

主な撤退テナント
- スイートデコレーション
  - 2018年（平成30年）の北海道胆振東部地震により店舗が損傷したため休業、2020年10月に営業を再開せず閉店することが告知された[12]。

## アクセス
北海道道1147号大曲工業団地美しが丘線（羊ケ丘通）沿いに位置しており、国道36号（月寒通）からのアクセスも良い。向いには三井アウトレットパーク 札幌北広島、周辺にはコストコ札幌倉庫店やジョイフルエーケー大曲店などが立地している。
- 北海道中央バス
  - 「三井アウトレットパーク前」バス停から徒歩約2分
  - 「三井アウトレットパーク入口」「大曲」バス停から徒歩約10分